# Bolsa Mexicana de Valores
Bolsa Mexicana de Valores (BMV) er Mexicos børs. Den har sit hovedkvarter på Paseo de la Reforma i det centrale Mexico City. Det er den næststørste børs i Latinamerika efter Brasiliens BM&F Bovespa. Den totale værdi af aktierne, som er noterede på den mexicanske børs, er anslået til at være over 600 mia. Amerikanske dollars.